# بابای اجباری
بابای اجباری  یک فیلم ایرانی به نویسندگی و کارگردانی عباس مرادیان و تهیه‌کنندگی مشترک سعید هاشمی و سعید سعیدزاده محصول سال ۱۳۸۸ است.

## داستان
داستان مرد متمولی را روایت می‌کند که در انتخاب همسر و ازدواج بسیار سختگیر و حساس است. او بر اثر حادثه‌ای خود را بی‌پول و خانواده‌دار می‌یابد تا اینکه...

## بازیگران
- حمید لولایی
- یوسف صیادی
- احمد پورمخبر
- امیر نوری
- شیرین بینا
- رابعه اسکویی